# Robinson Peak (Antarktika)
Robinson Peak ist ein 2040 m hoher Berg im Ellsworthgebirge des westantarktischen Ellsworthlands. In der Heritage Range ragt er 11 km südlich des Mount Virginia an der Ostflanke des Rennell-Gletschers auf.
Der United States Geological Survey kartierte ihn anhand eigener Vermessungen und Luftaufnahmen der United States Navy aus den Jahren von 1961 bis 1966. Das Advisory Committee on Antarctic Names benannte ihn 1966 nach Willard E. Robinson, der 1965 als Konstruktionsmechaniker auf der US-amerikanischen Byrd-Station tätig war.